# Пунитцер, Мартин Альбрехт
Мартин Альбрехт Пунитцер (нем. Martin Albrecht Punitzer, 7 июля 1889, Берлин, Германия — 7 октября 1949, Сантьяго, Чили) — немецкий и чилийский архитектор.

## Биография
Мартин Альбрехт Пунитцер родился в Берлине, Германия, в еврейской семье. Жил и работал в Берлине до того, как был депортирован в концлагерь Ораниенбург в 1938 году. Через три недели ему удалось освободиться и бежать в Сантьяго, Чили. Там он жил, работал и умер в 1949 году.

## Избранные проекты и постройки
В Германии:
- Односемейный жилой дом, Берлин, Германия, 1925
- Односемейный жилой дом, Берлин, Германия, 1926
- Фабрика. Берлин, Германия, 1932
- Фабрика. Берлин, Германия, 1933

## Ссылки

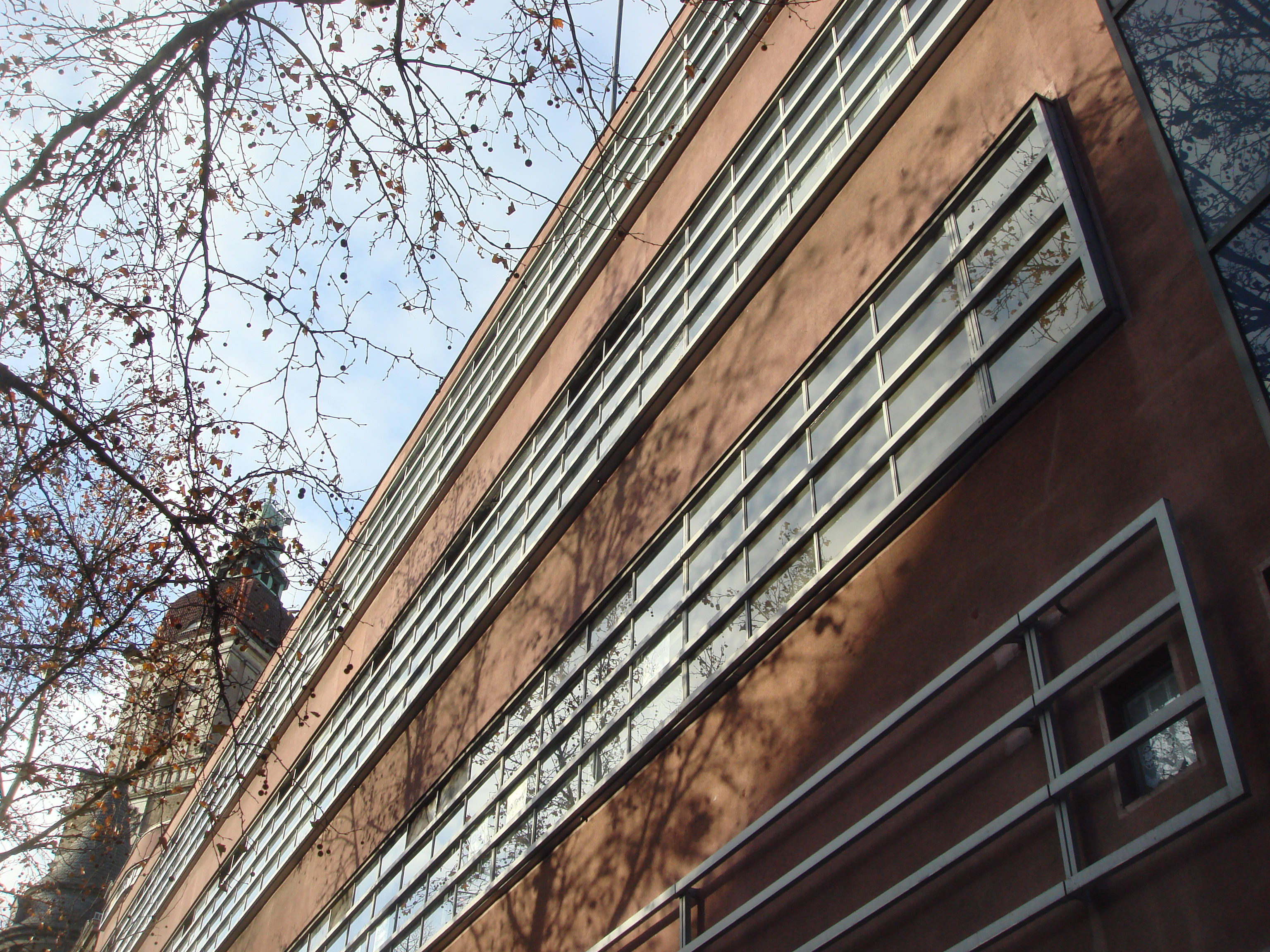
Фасад Roxy Palace в Берлине
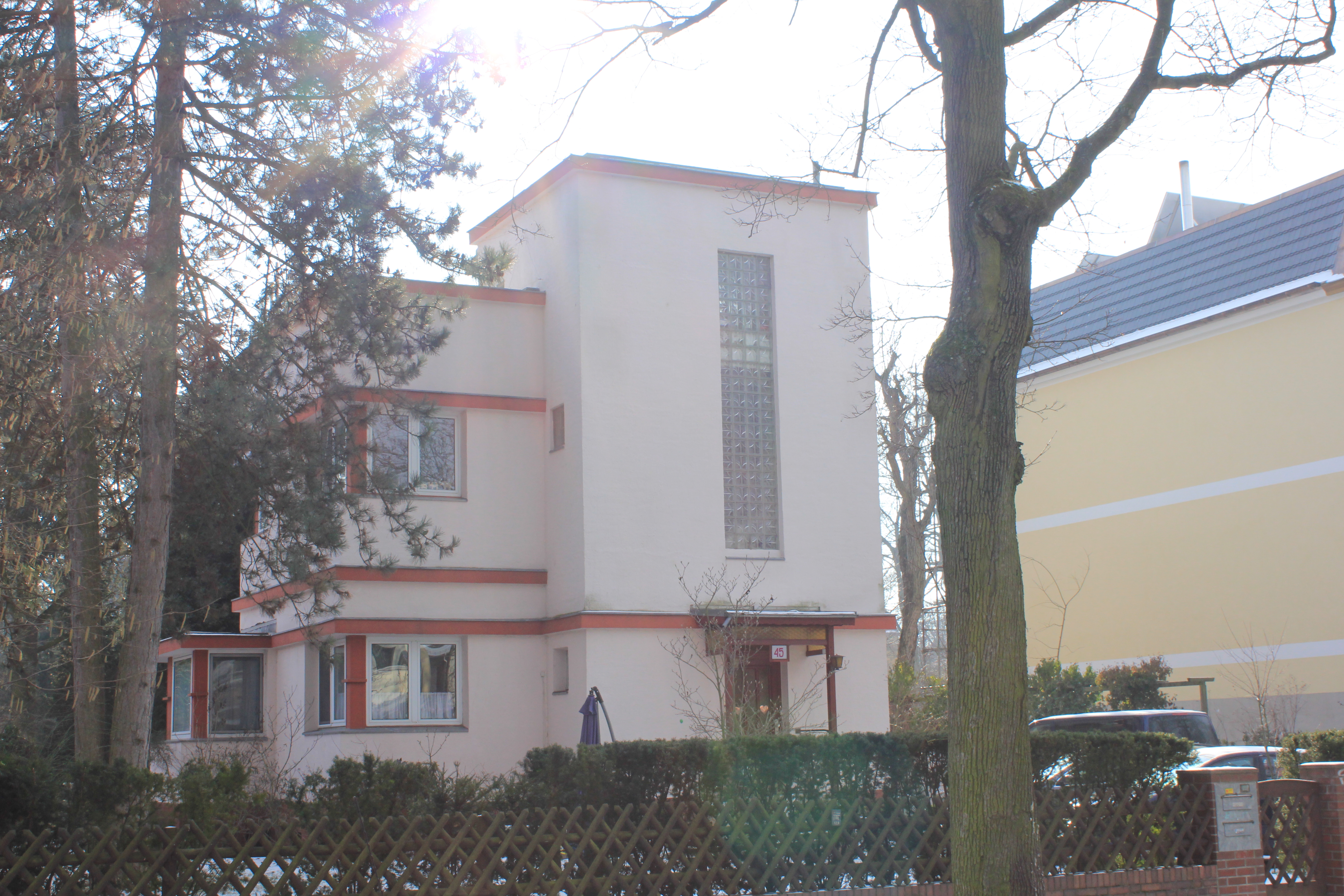
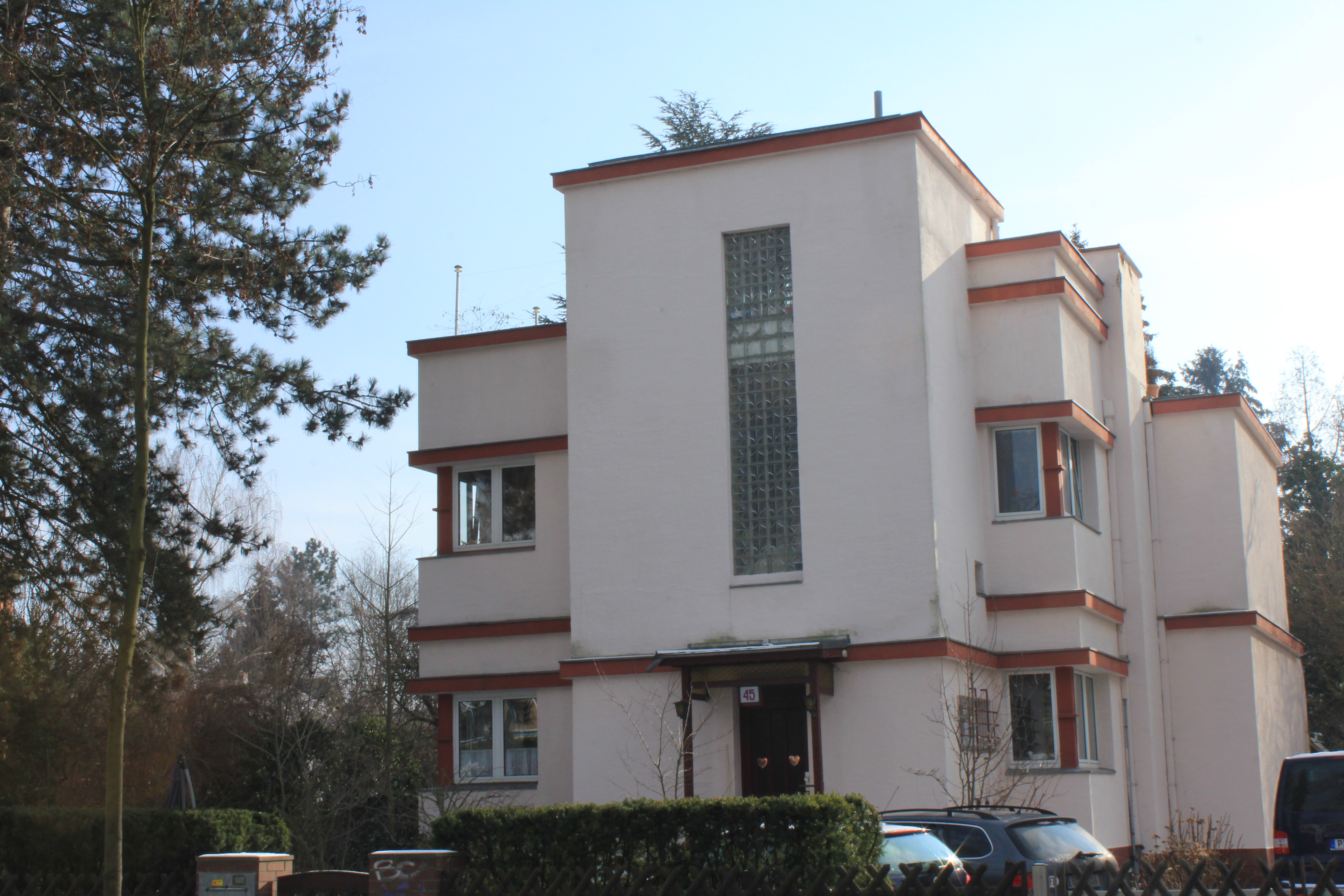
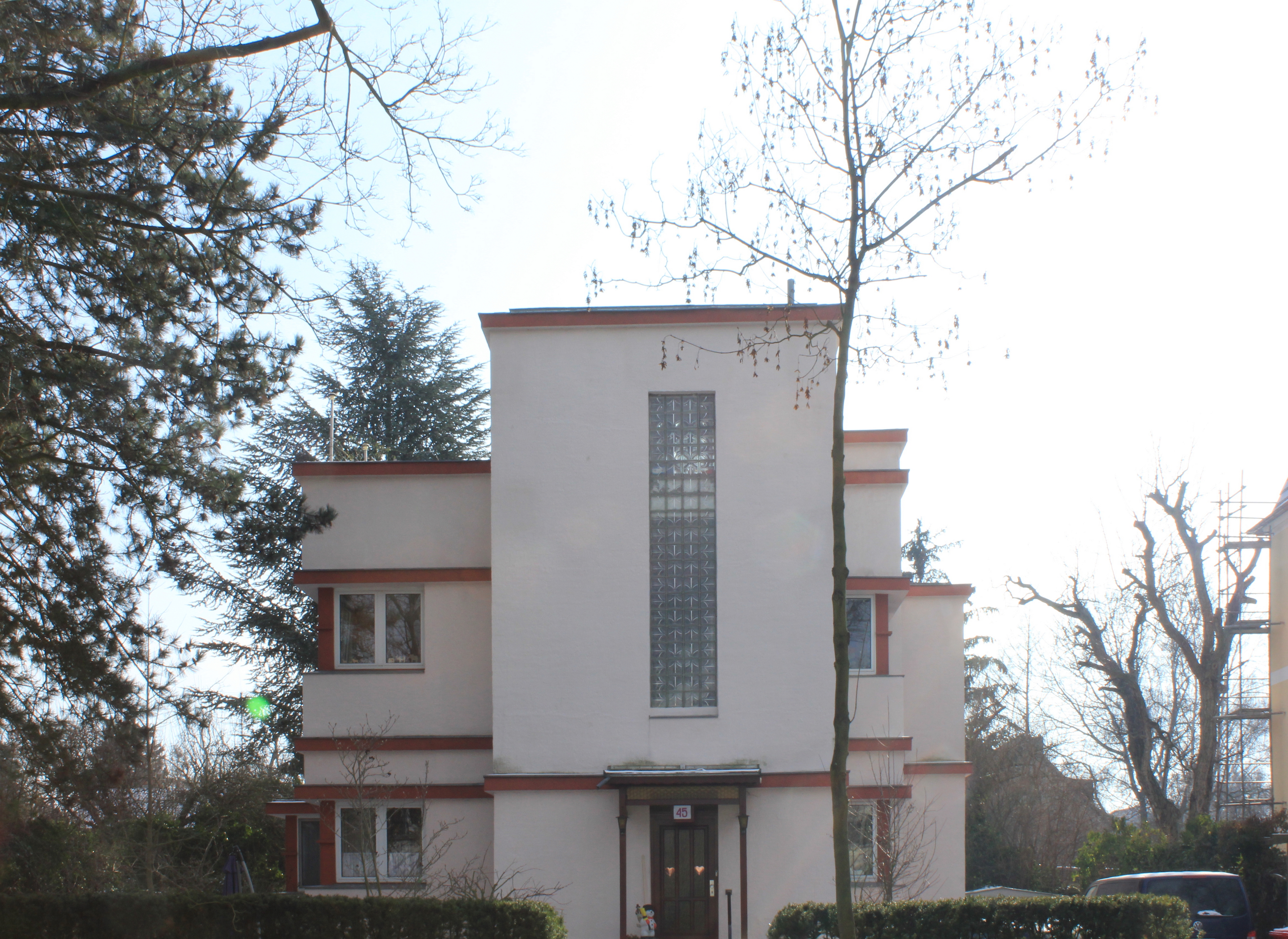
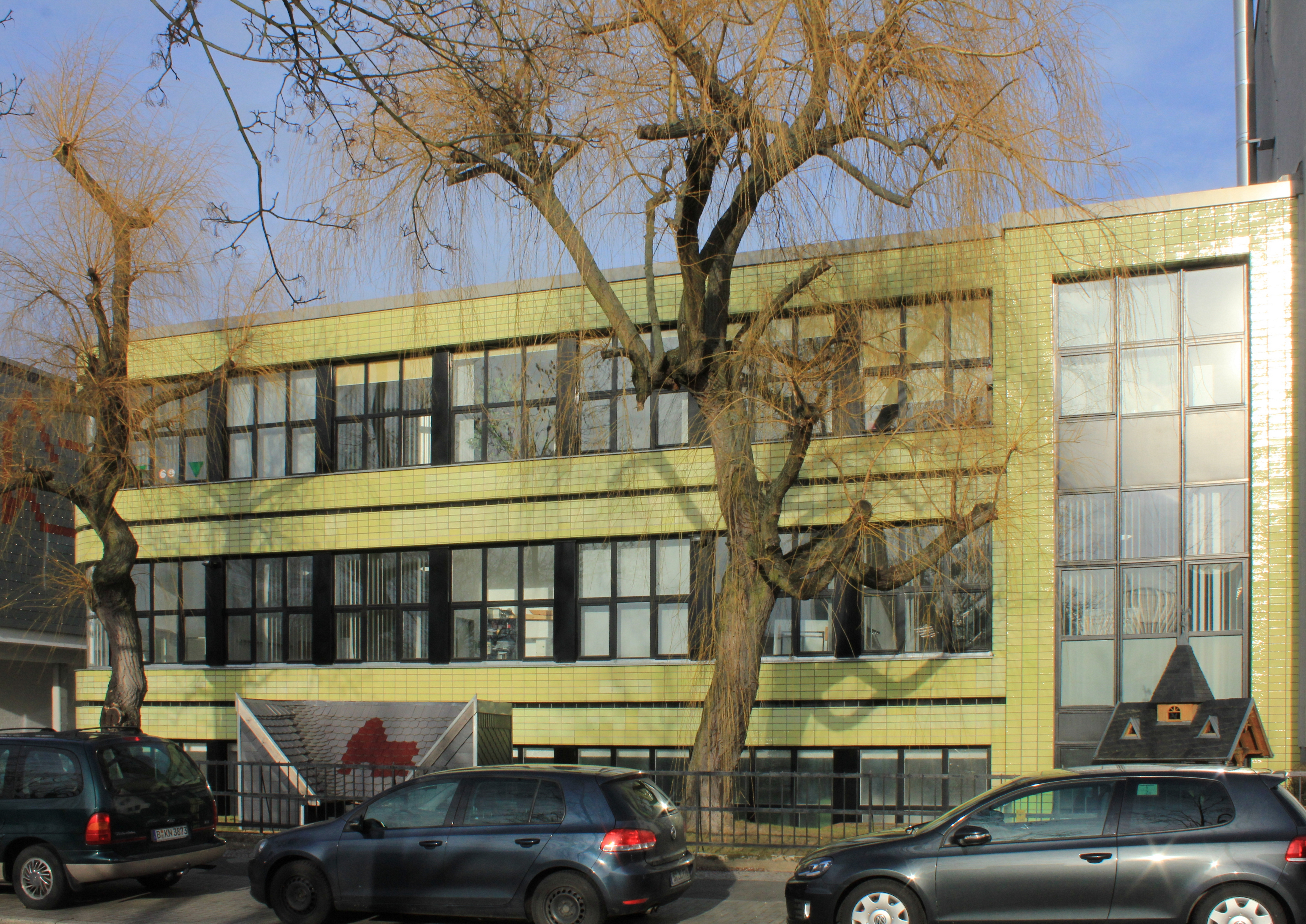
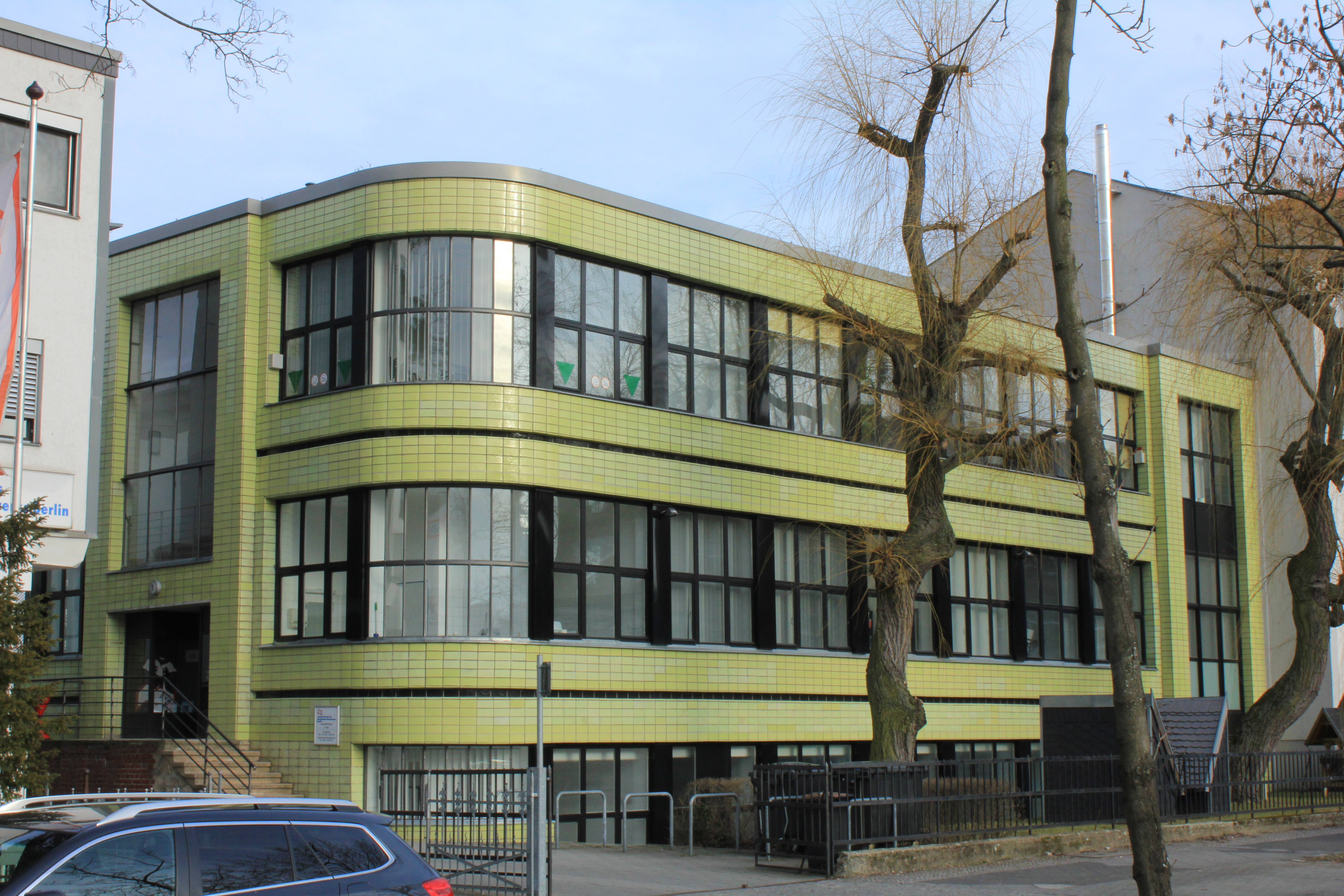
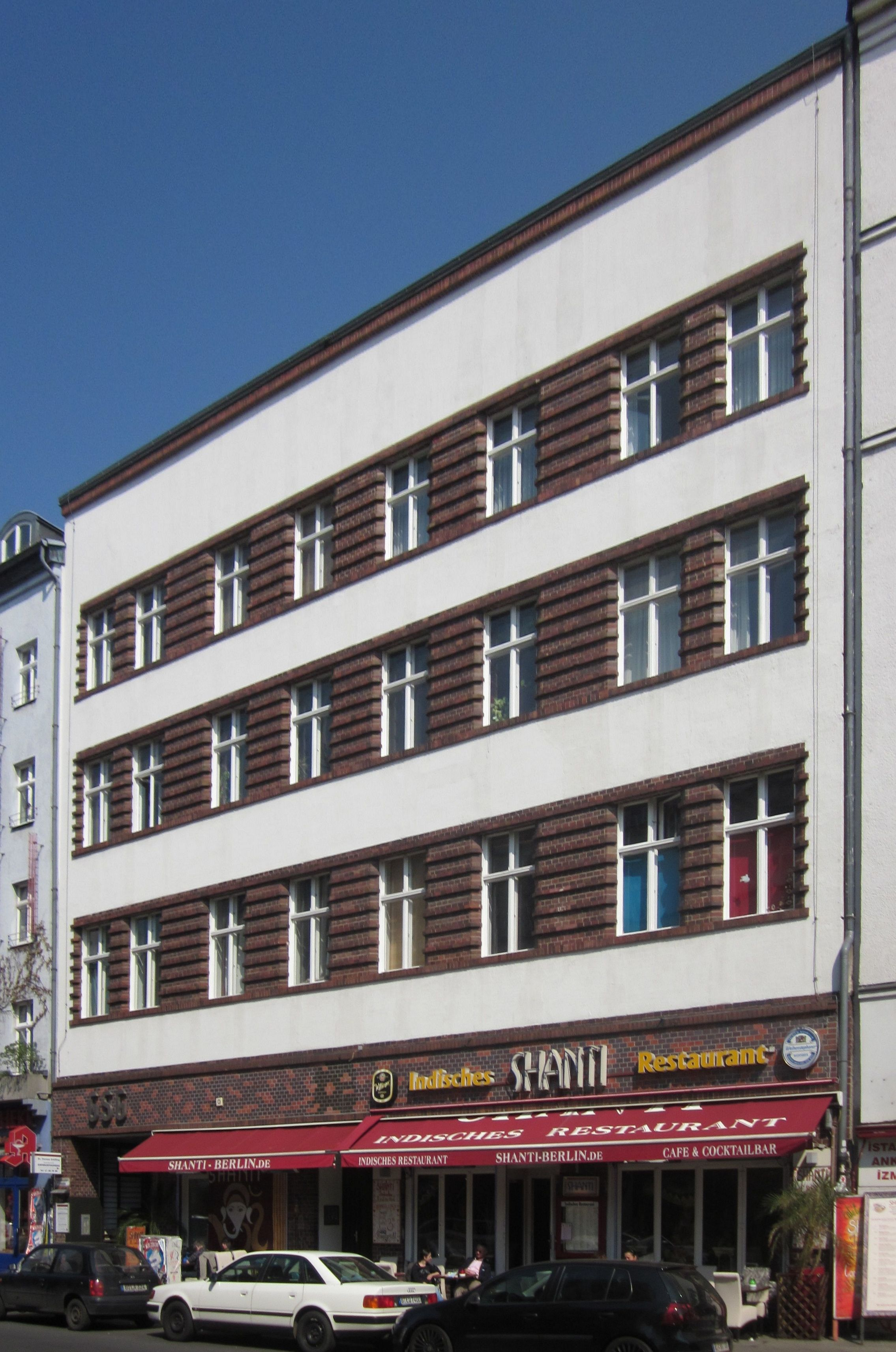